# كفرحاتا
كفرحتا هي إحدى القرى اللبنانية من قرى قضاء زغرتا في محافظة الشمال.عزالدين محمود فندي العبد الله